# Головин, Николай Александрович
Никола́й Алекса́ндрович Голови́н (1722 — между 1769/1780) — граф, тайный советник, действительный камергер при дворе императрицы Елизаветы Петровны, герольдмейстер. Первый масон из русской знати.

## Биография
Николай Александрович Головин родился в 1722 году. Происходил из графской ветви древнего боярского рода Головиных, владевшей имением Воротынец. Сын графа капитан-лейтенанта флота Александра Фёдоровича Головина (1694—1731) и баронессы Натальи Петровны (1698—1728, урождённой Шафировой), дочери вице-канцлера П. П. Шафирова; внук первого в России генерал-фельдмаршала петровского времени Фёдора Алексеевича Головина (1650—1706). С 1728 года, после смерти матери, Николай с шестилетнего возраста воспитывался в доме её сестры — Анны Гагариной. Отец Николая женился второй раз на Татищевой Анне Петровне. Брак продлился недолго, в 1731 году Александр Фёдорович умер.
В 1746 году Николай Головин стал волонтёром в прусской армии. По возвращении в Россию был заподозрен императрицей Елизаветой Петровной в выполнении поручений прусского короля Фридриха II — «довольные причины имела совершенно сомневаться». 22 февраля 1747 года на допросе в Тайной канцелярии Головин дал показания, что вступил за границей в масонскую ложу.
В том же году Головину было велено поселиться в Москве, не заезжая в Петербург. Однако, после того, как подозрения в шпионаже не подтвердились, Головин переехал в Санкт-Петербург и находился при дворе. Был камергером, надворным советником. В 1760 году продал английскому купцу Арчибальду Росу свой дом (№ 46 на Английской набережной), которым владели Головины с 1721 года.
22 января 1762 года был возведён в придворный чин действительного камергера. С 1765 по октябрь 1768 года являлся герольдмейстером. 3 октября 1768 года уволен со службы с чином тайного советника.

## Семья
Жена — Анастасия Степановна Лопухина (16.10.1725—24.02.1799), дочь генерал-лейтенанта, действительного камергера, члена Адмиралтейств-коллегии С. В. Лопухина.
Дети:
- Екатерина (1749—15.01.1775)
- Степан, его сын Николай (род. 20.04.1776), крещен 26 апреля 1776 года в церкви Успения Пресвятой Богородицы на Сенной при восприемстве дяди графа Николая Головина и М. П. Нарышкиной[6].
- Анастасия (1754—1803), в замужестве Нелединская-Мелецкая, была известна в свете красотой и лёгкостью нравов. В 1775 году в неё до «сумасшествия» был влюблён граф Андрей Разумовский; после она родила от 16-летнего Степана Сергеевича Ланского (1760—1813) сына Александра Степановича Лавинского (1776—1844), получившего права потомственного дворянства. Была любовницей Н. В. Репнина, их сын генерал-майор Степан Иванович Лесовский (1782—1839), затем С. П. Румянцева (1755—1838), от него имела трёх дочерей, носивших фамилию Кагульских[7].
- Николай (1756—02.06.1821, Санкт-Петербург) — действительный тайный советник, член Государственного совета Российской империи, обер-шенк. Известный щёголь и мот, спустивший всё состояние графов Головиных и оставивший после себя колоссальные долги.
- Наталья (Улита) (15.06.1765—01.04.1837), замужем за бригадиром князем Яковом Александровичем Голицыным (1753—1821). Венчались 30 января 1782 года[8] в церкви Успения Пресвятой Богородицы на Сенной, поручителями по жениху были В. С. Шереметев и Ю. А. Нелединский, по невесте — А. Ю. Нелединский и ее брат граф Николай. В браке имели девять детей.